# Splenoza
Splenoza (ang. splenosis) – tym pojęciem określa się obecność autoprzeszczepów śledziony powstałe wskutek ektopowej implantacji komórek śledziony w przebiegu urazów lub zabiegów operacyjnych w obrębie śledziony.
W obrębie jamy brzusznej mogą się również znajdować śledziony dodatkowe, które jednak w odróżnieniu od występowania splenozy, posiadają wnękę.
Diagnostyka opiera się na badaniu scyntygraficznym.